# Stadsport

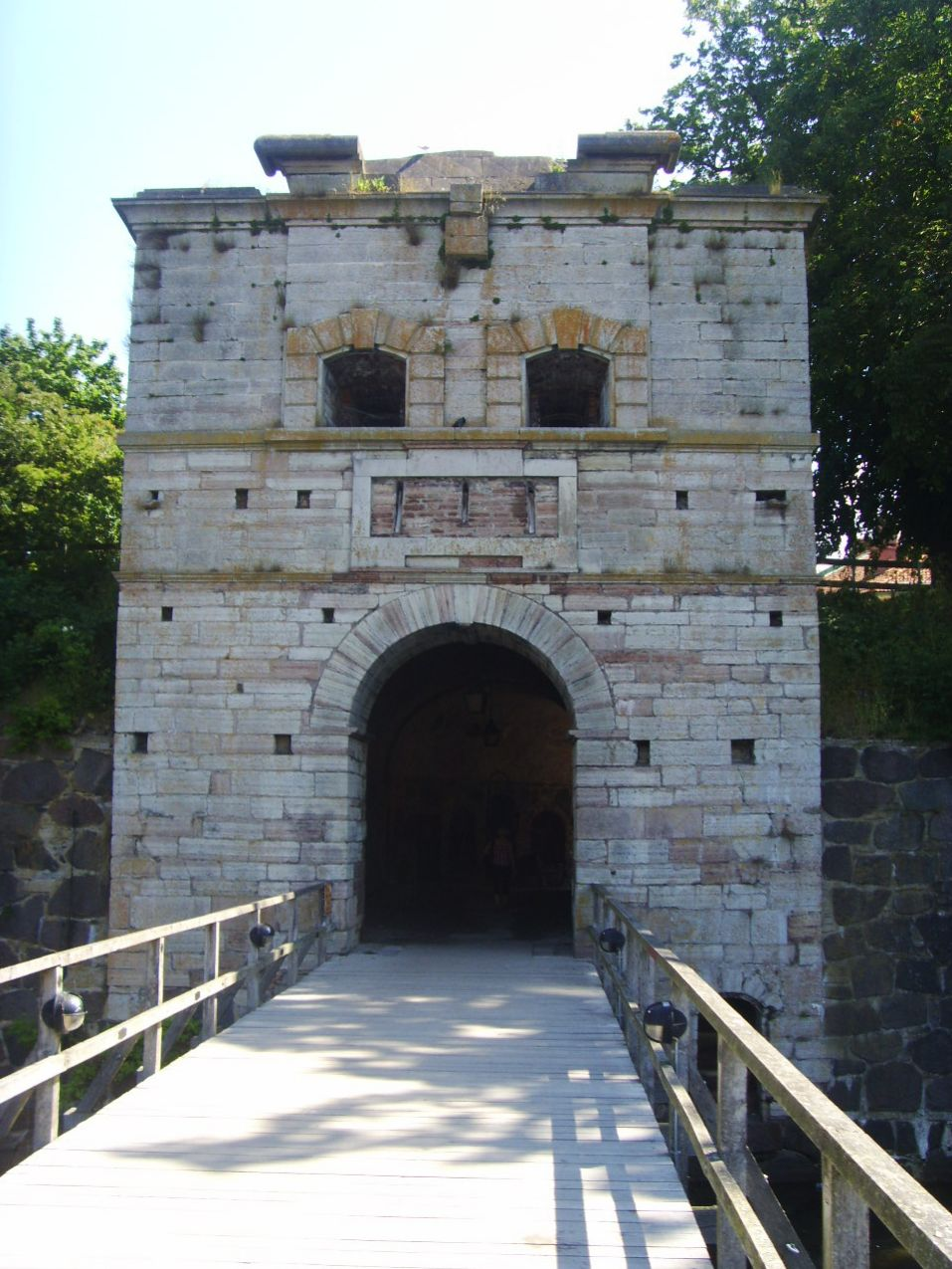
Västerport i Kalmar.

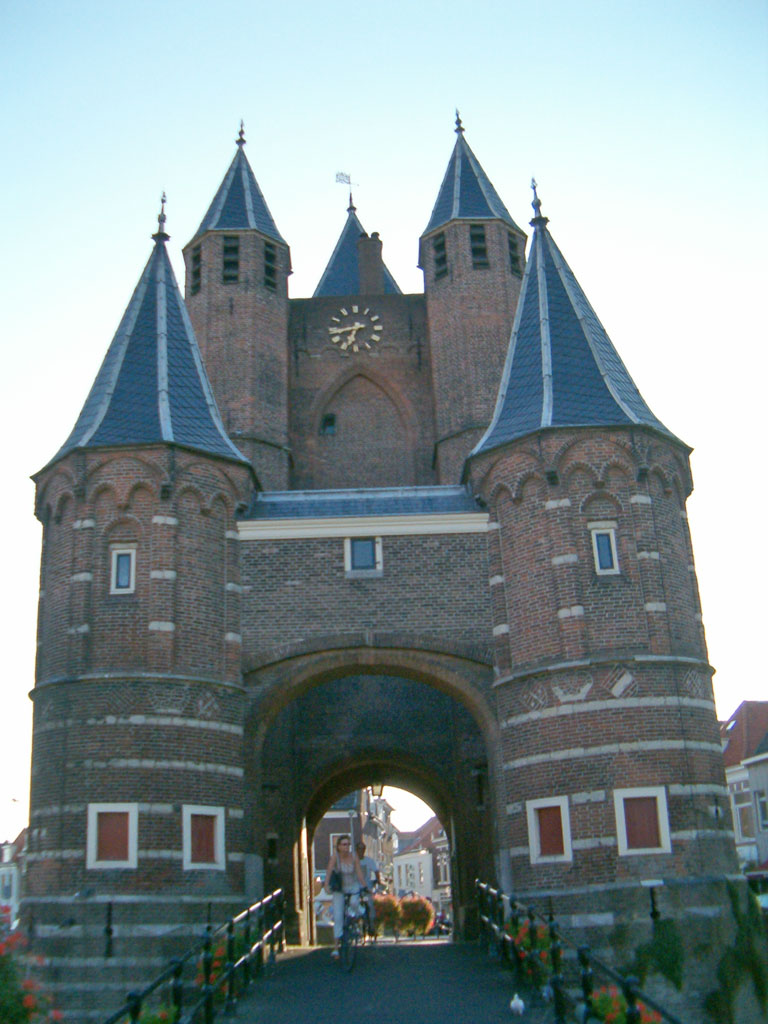
Amsterdamse Poort i Haarlem, Nederländerna.

Stadsportar var under medeltiden de enda ingångarna till städer vilka var omgärdade av ringmurar, och kombinerades ofta med en vindbrygga och en vallgrav. Efter medeltiden kom stadsportarna delvis att få en ny funktion, de bildade då tullstation för in- och utförsel av varor och ingick i dess skatteorganisation mer än i stadens egentliga militära försvar. Ringmurar och stadsportar var dock fortfarande ett så pass effektivt försvar, att Napoleon under sitt härtåg genom Europa befallde att de skulle rivas, och detta har påverkat till att så få består idag.
Kända stadsportar i Europa är Brandenburger Tor i Berlin och Holstentor i Lübeck. I Sverige finns bevarade stadsportar i Visbys ringmur, i Kalmar (Västerport och Karlsporten), Halmstad (Norre Port) och Kristianstad (Norreport).

## Bildgalleri

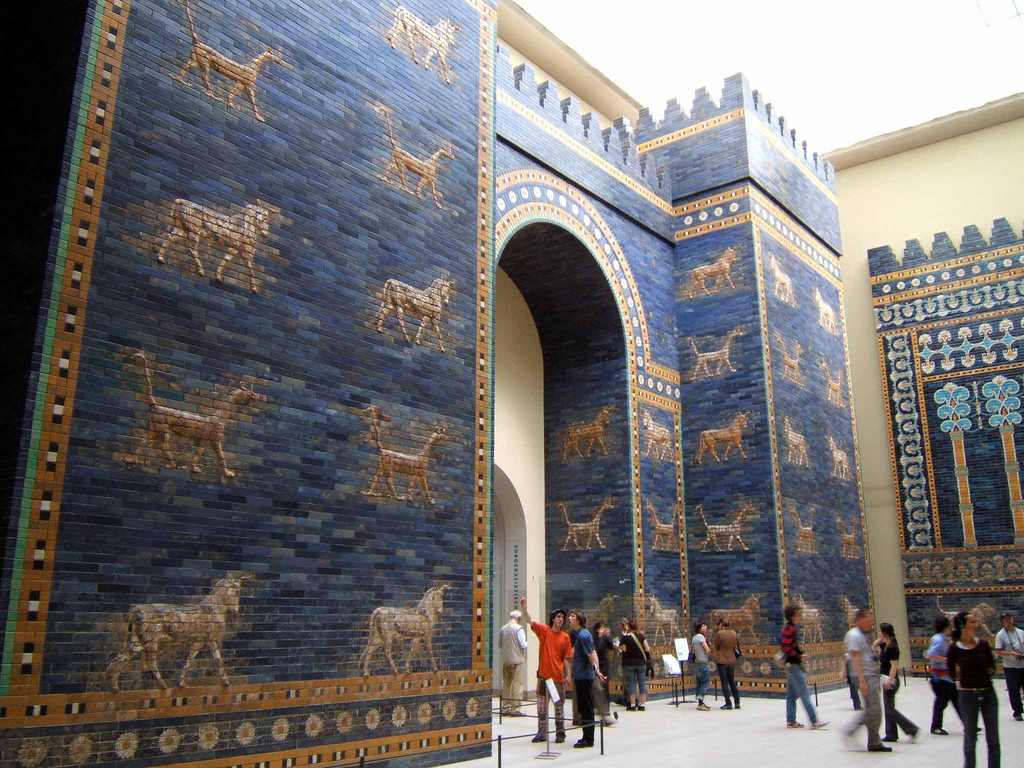
Ishtarporten, Pergamonmuseet i Berlin
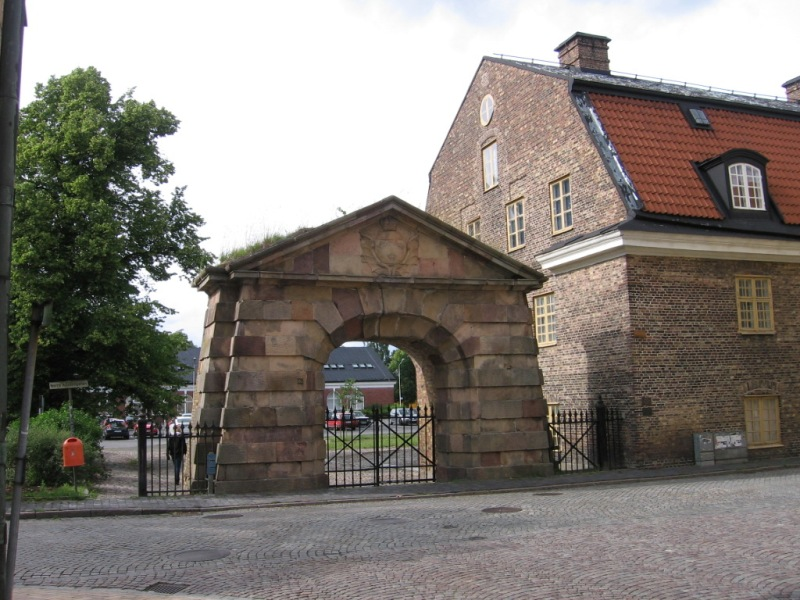
Norreport, Kristianstad
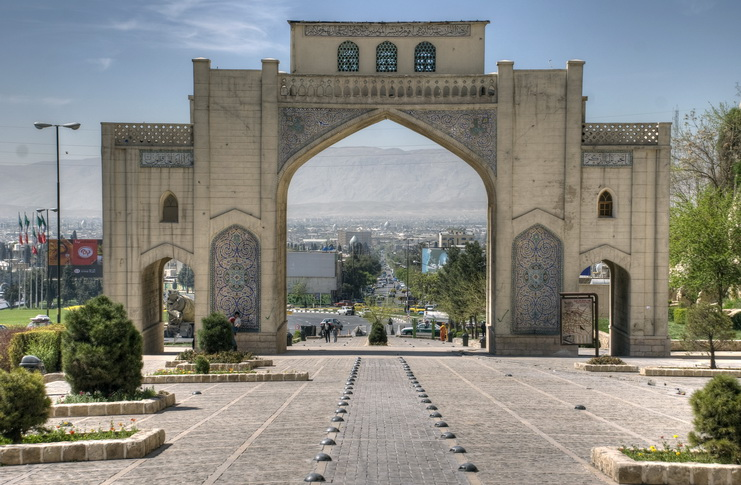
Quranporten, Shiraz, Iran
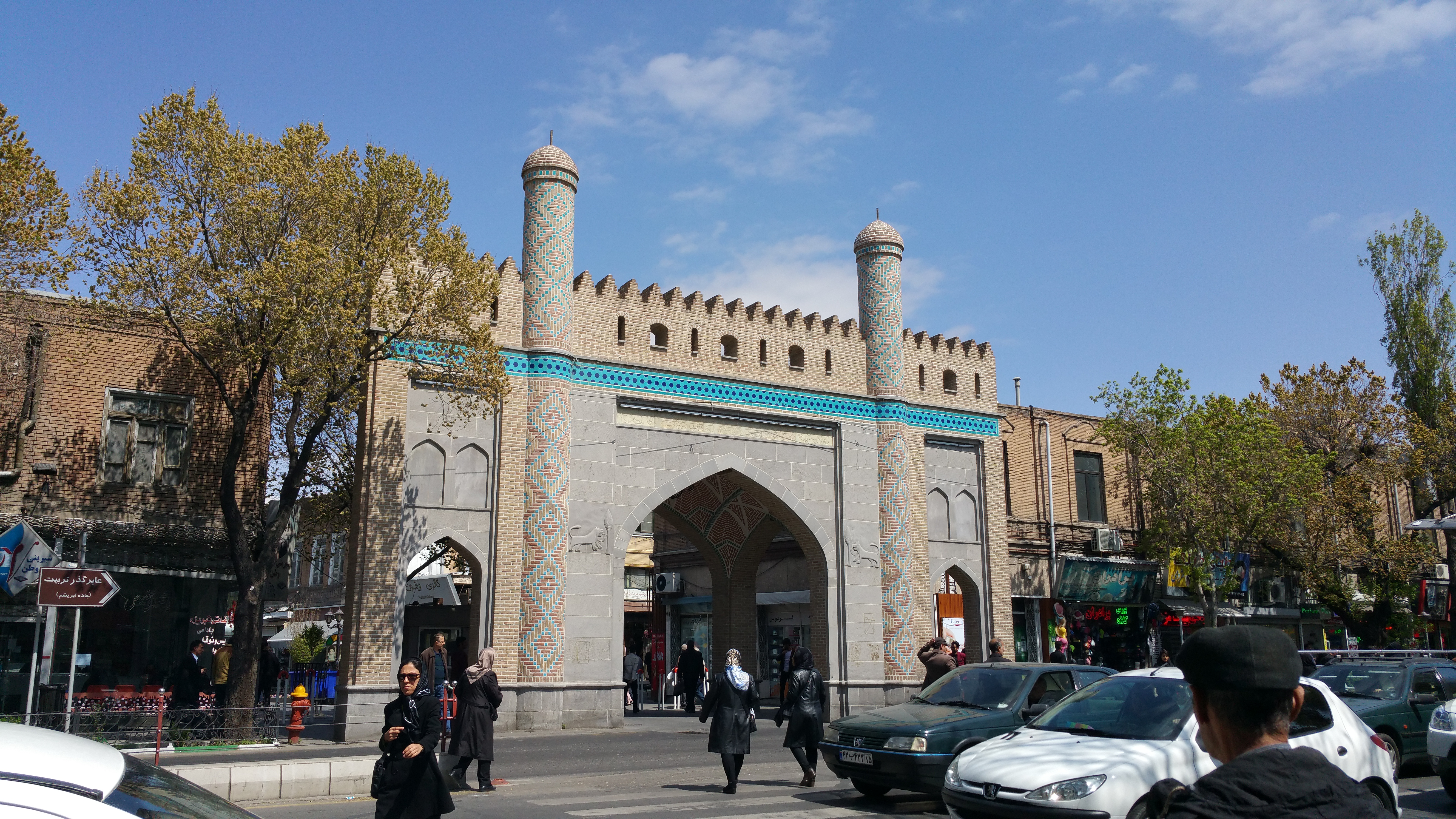
Nowbarporten, Tabriz, Iran
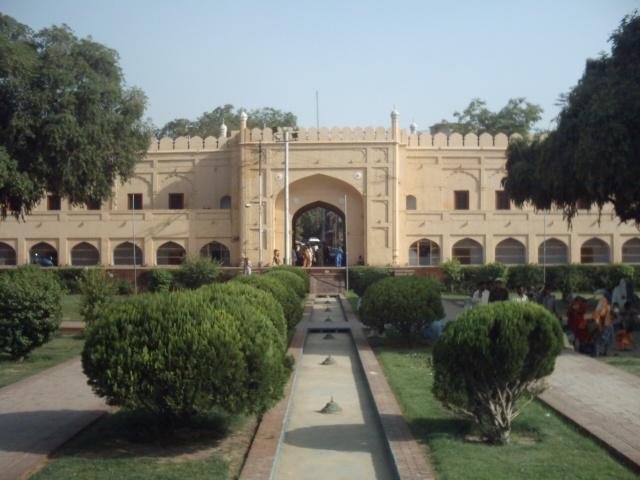
Roshnaiporten, Lahore, Pakistan
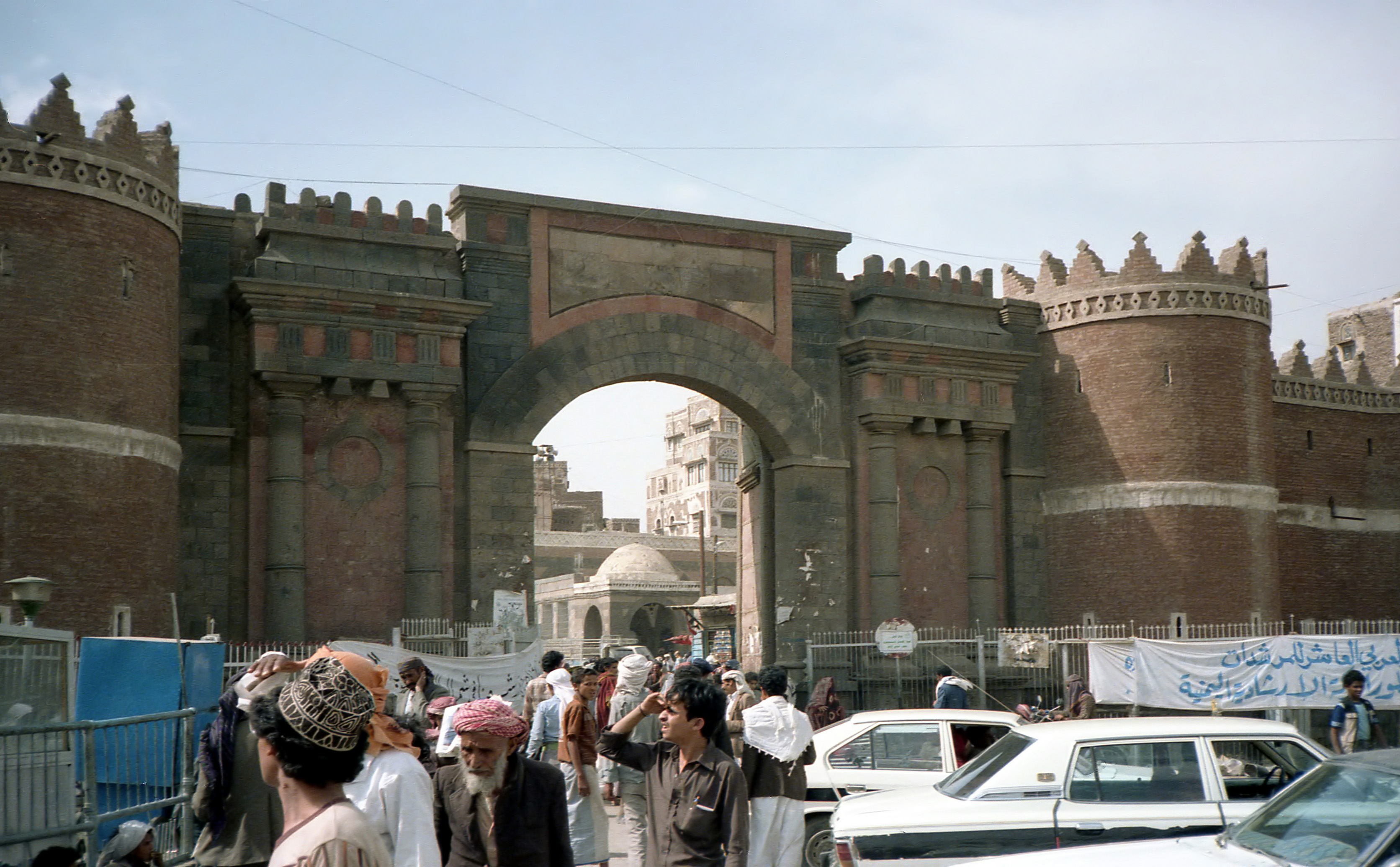
Bab al Yemenporten, Sana'a, Jemen
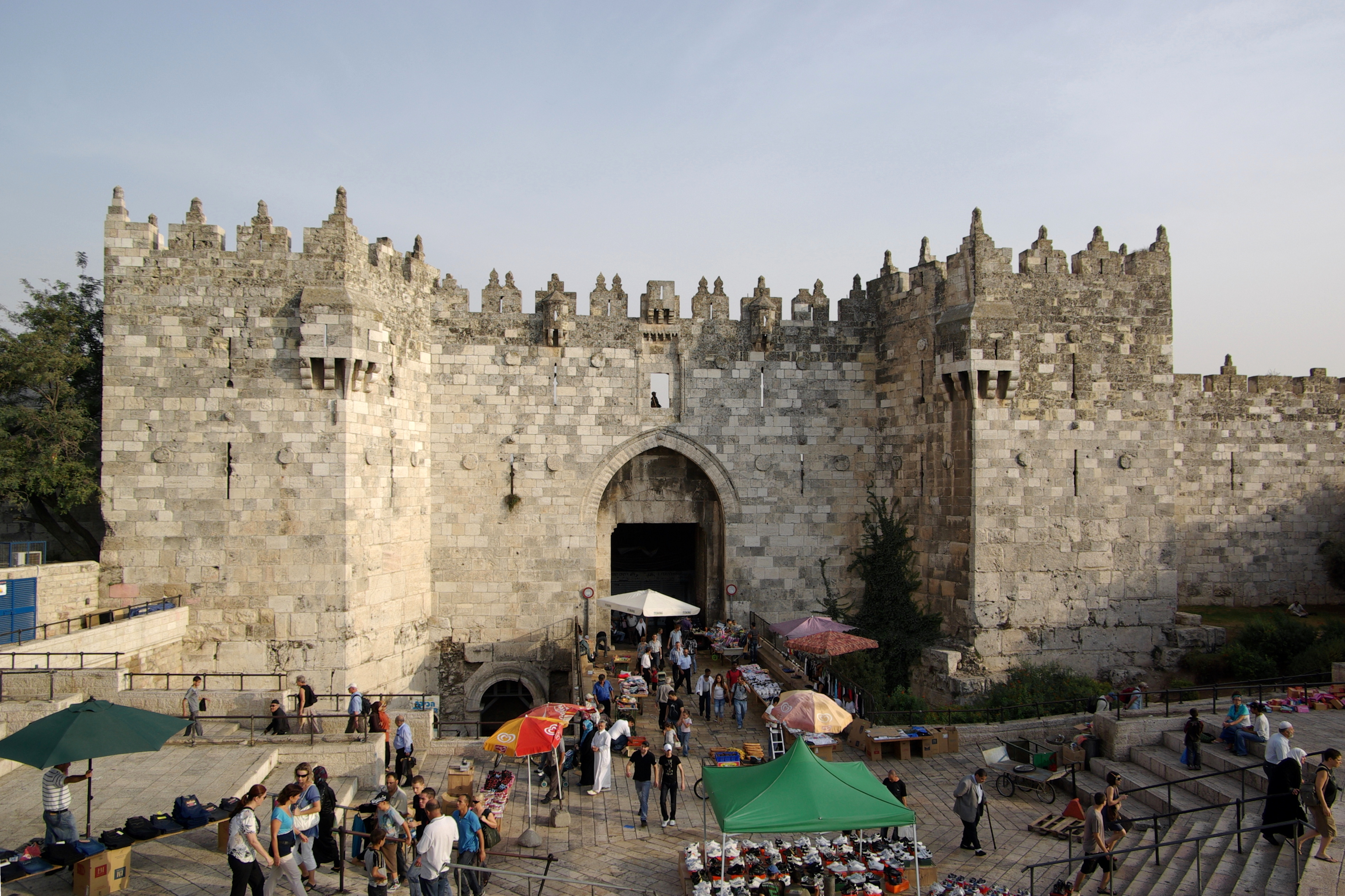
Damaskusporten, Jerusalem, Palestina
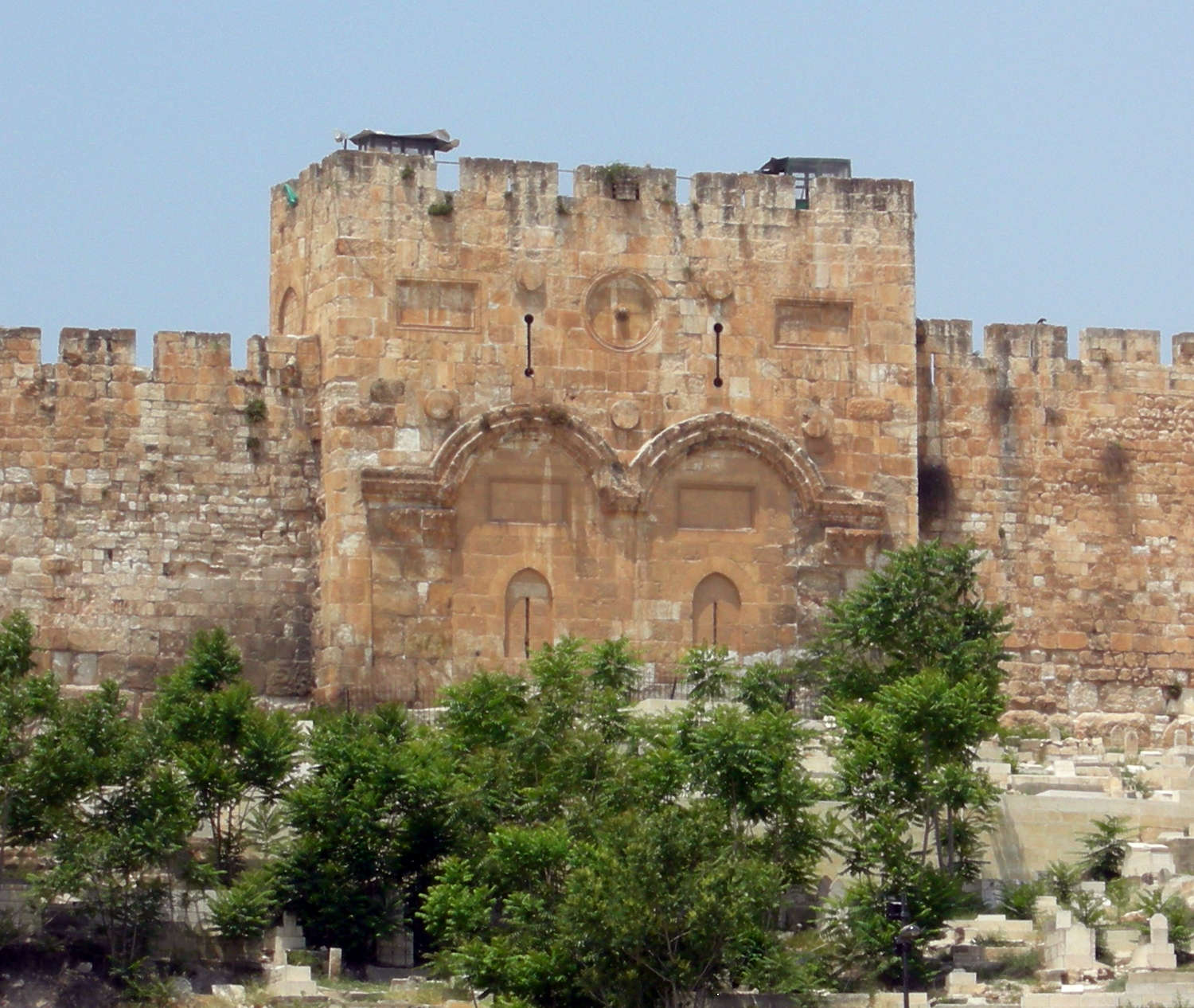
Gyllene porten, Jerusalem, Palestina